# Crato (Brazilië)
Crato is een gemeente in de Braziliaanse deelstaat Ceará. De gemeente telt 130.604 inwoners (schatting 2017).
De plaats is de zetel van het rooms-katholieke bisdom Crato.

## Aangrenzende gemeenten
De gemeente grenst aan Barbalha, Caririaçu, Farias Brito, Juazeiro do Norte, Nova Olinda, Santana do Cariri, Exu (PE) en Moreilândia (PE).

## Geboren
- Camilo Santana (1968), gouverneur van Ceará (2015-2022)